# Château de la Fontaine (Brétigny-sur-Orge)
Pour les articles homonymes, voir Château de la Fontaine.
Le château de la Fontaine est un château français situé dans la commune de Brétigny-sur-Orge, sur la rive gauche de la Seine dans le département de l'Essonne dans la région Île-de-France.

## Situation
| \| Localisation du château de la Fontaine dans l'Essonne. · Château de la Fontaine \| Localisation du château de la Fontaine dans l'Essonne. |
| Localisation du château de la Fontaine dans l'Essonne. · Château de la Fontaine                                                              |

## Histoire

### Origines (1150-1475)
Vers 1150, une maison seigneuriale s'élève sur le site du Château de La Fontaine.
En 1285, deux manoirs distincts occupent l'espace.
En 1475, les deux manoirs sont réunis pour former un fief unique. Le lieu est certainement appelé « La Fontaine » en raison de la présence d’une source d’eau potable aujourd’hui disparue.

### Figures illustres et bouleversements historiques (XVe–XIXesiècles)
Le marquis d'Estaings Boucher d'Argis, juriste et auteur renommé, réside au château avant d'être victime de la Révolution française.
Entre 1799 et 1821, le baron Fain, secrétaire de Napoléon Ier et maire de Brétigny-sur-Orge, se retire au château et contribue à sa réunification.

### Reconstruction et embellissement (XXesiècle)
En 1902, le propriétaire André Saint reconstruit le château sur ses fondations d'origine.
Le parc est embelli avec l'installation de statues encore visibles aujourd'hui.

### Divers propriétaires et nouvelles vocations (XXesiècle)
Le château devient la propriété des Frères Boussac, puis d'une famille d'agriculteurs locaux.
Faute de moyens, la famille ne parvient pas à entretenir le domaine, ce qui conduit à son acquisition par la municipalité.
Durant la Seconde Guerre mondiale, le château accueille un internat d'école catholique.

### Transformation et nouveaux aménagements (XXesiècle- aujourd'hui)
L'intérieur du château est entièrement réaménagé par la mairie de Brétigny-sur-Orge.
En 1954, le château devient le troisième site de l'IUT d'Évry.
Le parc de La Fontaine est ouvert au public en 1976.
L'IUT s'agrandit dans les années 1990, occupant le château et ses dépendances.
Des projets de remise en eau des douves et bassins sont envisagés par la municipalité.

## Pour approfondir